# Torbellino (telenovela)
Torbellino es una telenovela peruana de 1997 creada y dirigida por Luis Llosa, que fue emitida por Frecuencia Latina. Protagonizada por Bárbara Cayo, Fiorella Cayo, Gianella Neyra, Carlos Thornton y Gabriel Calvo. Con las actuaciones antagónicas de Alejandro Delgado, Lourdes Berninzon y Noemí del Castillo. 
Su estreno fue un éxito y se formó una banda musical conformada por integrantes de la telenovela. Hubo una secuela el mismo año, titulada Boulevard Torbellino, y la tercera parte, Torbellino: 20 años después, se estrenó el 2 de abril de 2018.

## Sinopsis
Germán Arrese es un joven profesor de música que volverá locas (por él) a sus palomas, quienes tratarán de conquistarlo, cueste lo que cueste.
Lucía, una adinerada chica de la ciudad, desea pertenecer a un grupo musical, al igual que Roberto, un joven de la provincia. Ambos se conocen en el instituto. A pesar de sus diferencias sociales y las malas intenciones de su padrastro, Leonardo Moreno, un hombre sin escrúpulos, que se casó con Consuelo (la madre de Lucía) por interés, procurando impedir ese amor para obtener la fortuna de Claudio Cardigan, a quien forzosamente hará contraer matrimonio con Lucía. Pero el amor llega a surgir entre Roberto y Lucía.
Por otra parte, Gastón, un chico de apenas veintiún años, hijo de un adinerado dueño de una hacienda de palomas, es víctima de su propia madre, quien intentaría ponerlo en su contra ante sus seres queridos. Sin embargo, aparece Eliana, una joven huérfana de madre y abandonada por su padre de niña, quien se enamoraría de Gastón, sin saber que su padre está vivo. Y, más adelante, empezaría a enmendar sus errores, pero lamentablemente Eliana tendría que soportar todas las humillaciones de su media hermana mayor Marisol.
Toda la novela giraría en torno a romances, rupturas, diversión, y durante toda esta situación, surge el grupo musical Torbellino, en el que los miembros de la banda tendrán que lidiar contra todo problema.

## Elenco
Grupo Torbellino:
- Gabriel Calvo es Roberto Páez Segura
- Daniela Sarfati es Lucía Béjar
- Bárbara Cayo es Marisol Campoverde Martel
- Fiorella Cayo es Patricia Campoverde Martel
- Erika Villalobos es María Páez
- Pablo Saldarriaga es Arturo Buendía
- Marco Zunino es Fabricio Cerna

Grupo Torbellino solo en la telenovela:
- Santiago Magill es Germán Arrese
- Gianella Neyra es Eliana Sotomayor/Eliana Campoverde
- Renato Rossini es Claudio Carrigan
- Carlos Thornton es Gastón Peñaranda

Elenco:
- Alejandro Delgado es Leonardo Moreno
- Ana María Jordán es Consuelo de Moreno
- Lourdes Berninzon es Margot
- Yvonne Frayssinet es Laura de Campoverde
- Jesús Delaveaux es Gonzalo Campoverde
- Alberto Ísola es José Manuel Peñaranda
- Mariella Trejos es la tía Teresa
- Connie Bushby es Rosenda
- Yasmín Soto es Leticia
- Eleana Carrión es Susy
- Javier Torres (actor peruano) es el director del Instituto de Escuela de Talentos
- Eugenia Ende es Celia
- Paco Varela es el padre Francisco
- Thalía Ibáñez es Marlene
- María del Carmen Ureta es Ofelia
- María Isabel Wais es Berenice de Carrigan
- Laly Goyzueta es miss Brenda Zoeger
- Tatiana Astengo es Rosa
- Noemí del Castillo es Ramona Cruz, la Anaconda

Elenco juvenil:
- Vanessa Terkes es Mariana Carrillo
- Claudia Berninzon es Karen Mollinari
- Mitzy Silva es Giuliana Valderrama
- Saskia Bernaola es Sonia Calderón
- Giselle Collao es Pamela La Hoz
- Daniela de Orbegoso es Cynthia Pomar
- Maricielo Effio  es Anacé
- Joaquín de Orbegoso  es Pedro
- Diego La Hoz es Juani
- László Kovács es Sergio

## Producción
La serie se filmó principalmente en la Casa Dasso, en el distrito de Barranco.
El formato fue propuesto para su distribución internacional en 1999. En octubre de 2020, la novela Torbellino se estrenó en la plataforma de streaming Movistar Play.
Los derechos de la marca Torbellino corresponden a Luis Llosa, pues uno de los actores, Gabriel Calvo, los cedió años después de su lanzamiento.

## Secuelas
- Al poco tiempo se realizó su secuela llamada Boulevard Torbellino.[9]

- Debido a los veinte años de la exitosa telenovela de los años noventa, se confirmó una tercera parte con el mismo elenco principal de la teleserie.[10]